# Aszaló
Aszaló község Borsod-Abaúj-Zemplén vármegyében, a Szikszói járásban, Miskolctól 18 kilométerre északkeletre, a Hernád völgyében. Területét (25,35 km²) és teljes népességszámát (1843 fő) tekintve a második legnagyobb területű és népességszámú község a Szikszói járásban.

## Fekvése
Aszaló határos Szikszó várossal (5 km), valamint Kázsmárk (6 km), Halmaj (7 km), Szentistvánbaksa (12 km), Alsóvadász, Megyaszó és Alsódobsza községekkel. A település a Hernád-völgy alsó részén található, jó termőföldekkel rendelkezik. A község délkeleti oldalát a Hernád folyó, míg északnyugati oldalát szőlőművelésre alkalmas hegyek határolják.
Közúton elérhető a 3-as főúton, vonattal pedig a Miskolc–Hidasnémeti-vasútvonalon, melynek egy megállási pontja van itt. Aszaló megállóhely az ófalu északnyugati szélén helyezkedik el, közúti elérését a 3-as főútból kiágazó 37 301-es számú mellékút biztosítja.

## Története

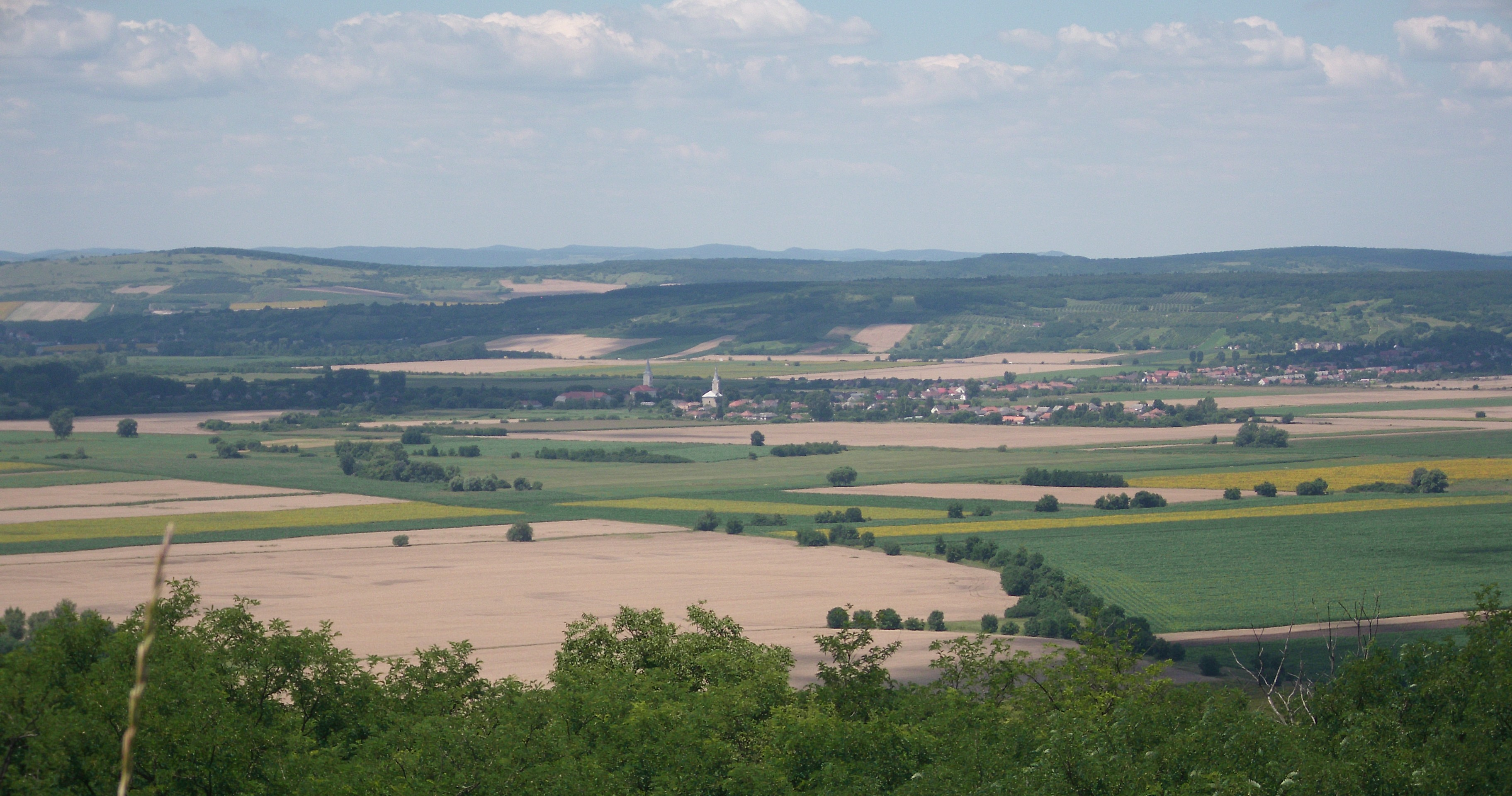
Aszaló látképe

Első okleveles említése IV. (Kun) László magyar király uralkodásának idejéből, 1275-ből származik, Ozalouként; ekkor már lakott hely, az Aba-nembeli Manhard ispán birtoka. Jelentős település lehetett, hiszen papja fizette a pápai tizedet, amint ez az egri püspöki dézsmajegyzékben fel van tüntetve.
A napsütötte domb- és hegylábi felszíneken már az Árpád-kor vége felé a szőlős- és gyümölcsöskertek is megjelenhettek, többek között Aszaló, Forró, Garadna, Hidasnémeti, Hernádkércs és Szikszó településeken. Az Árpád-kori településről már 1275-ben írásos említést tesznek, melyből következtethető, hogy már ekkor népes hely lehetett.
1329-ben ismét említi a dézsmajegyzék Azalo possessiót, mint Vadász és Jánostelke határvárosát. 1332-ben a dézsmajegyzékben Asalo néven szerepel. Mindezek mellett szerepelt Azolo, Azolom és Azalon néven is.
Egy I. Károly magyar király idejében, 1323-ban kelt királyi szabadalomlevél említi Aszaló-tavát (Ozaloutaua), mint két birtokot határoló egyik mocsár nevét.
Abaúj és Torna vármegyék területének a mai Magyarországra eső részéről rendkívül kevés honfoglaláskori és kora Árpád-kori lelet került elő. A hat lelőhelyről (Aszaló, Monaj, Hejce, Rásonysápberencs, Hernádkércs, Alsódobsza) előkerült leletcsoportot a Szikszón talált két 10. századi temetkezés egészíti ki.
A település nevének keletkezéséről három változat ismeretes. A szájhagyomány szerint a község az Árpádok korában királyi birtok volt, lakói gyümölcsaszalással foglalkoztak és a királynak járó dézsmát is aszalt gyümölcsben szolgáltatták be. A szőlőhegyekben voltak a királyi aszalóházak. A másik magyarázat szerint „a rengeteg erdőség, amely a Felvidéket elborítja, lassan-lassan vágás alá kerül. Aszaló neve arra enged következtetni, hogy tűzzel irtott tisztáson alapították.” A harmadik magyarázat így szól: a régi magyar nyelvben az „aszó” szó völgyet jelentett. Így Szikszó szik aszó, szikes völgy, Megyaszó mély aszó, mély völgy, Aszal aszó alá, alsó völgy jelentésű.
A 15. század elején a község még királyi birtok, egészen 1407-ig, amikor Zsigmond király a váradi káptalannak adományozza. „A nagyváradi egyház 1407-től bírja Zsigmond király adományából Aszalót és Beechet.” Eszerint akkor Bécs, amely most a község egyik utcája az Ó-Bársonyos bal partján, annak idején külön település volt.

### Aszaló a 16-17. században
Aszaló történeti fejlődését a 16-17. században mindig több hiteles adat dokumentálja. Ezekből megtudhatjuk, hogy a község jelentős szerepet töltött be ebben a korban hazánk és Borsod vármegye történetében egyaránt. A Mátyás király halálát követő évtizedekben a főurak és a köznemesek egyaránt elnyomták a jobbágyokat. A parasztság felgyülemlett számtalan sérelme az első adódó alkalommal kirobbantotta a Dózsa György-féle parasztháborút. 1514-ben Aszalói Kecskés Tamás és Megyaszói Mészáros Lőrinc, „a parasztháború lelke” is toborzott kereszteseket Dózsa seregébe.

#### Aszaló mezővárost elveszíti a nagyváradi káptalan
Már a középkorban jelentős volt Aszaló szőlő- és bortermelése, lovai és méhészete. A nagyváradi káptalan a települést 1540-ig zavartalanul birtokolta. A mohácsi vészt követő zavaros világban, I. Ferdinánd király kezére kerül. Ferdinánd 1541-ben a várost Serédi Gáspárnak adta zálogba.1543-ban a nagyváradi káptalan tiltakozott a vármegye törvényszéke előtt, de eredménytelenül, a várost nem kapta vissza. 1549-ben a leleszi konvent döntése szerint a káptalan elveszítette Aszalót. Az 1544. évi adólajstrom szerint Aszaló oppidum, azaz mezőváros, Bebek Ferenc főkapitány birtoka, a szendrői járáshoz és így Borsod vármegyéhez tartozik. Ebben az időben „egész sor régi mezővárost virágoztatott fel és újakat hozott létre a bortermelés. Pásztó, Mezőkövesd, Mezőkeresztes, Aszaló, Sajószentpéter, Szikszó, Gönc, Szerencs, Megyaszó, Mád, Abaújszántó, Tokaj, Tarcal, Tállya, Tolcsva, Erdőbénye, Sátoraljaújhely, Bodrogkeresztúr, Olaszliszka és mások 1000-2000 lélekszámú néptömörülésekké növekedtek.”

#### Aszaló 1570. évi Urbáriuma
Nem ismert pontosan, mikor és hogyan került a település a szepesi Kamara kezelésében lévő Szendrő vára javai sorába, de arról hiteles feljegyzések tanúskodnak, hogy 1570-ben Aszaló mezőváros Szendrő vára javainak jegyzékében szerepel. Ezt bizonyítja az 1570. évi Urbárium, valamint 1571-ben az Aszaló városában található különféle tárgyaknak hiteles Inventáriuma (leltára). 1572-ben a szendrői vár álladékát tevő helyek gabonajegyzékében találkozhatunk Aszalóval. A következő években Aszaló már nem szerepel Szendrő királyi birtok javai között. A 17. és a 18. század folyamán homály fedi a város birtokosainak kilétét, mindaddig, míg Mária Terézia vissza nem juttatta a nagyváradi káptalan birtokába.

#### Aszaló helyzete a török világban
Kevés írásos feljegyzés szól Aszalóról a török hódoltság idején, de Kassa város levéltárában őrzik azt a levelet, amelyben Aszaló mezőváros vezetői 1628-ban Kassa vezetőihez fordultak segítségért. „Mivel Kassa polgárai közül sokan Aszalón szőlőbirtokosok, segítsenek, mert az pogány török szorongat minket, azt gyakorta való sommának beszolgáltatásra, s most is odatartják zálogul egy emberünket.”
Az előzővel egykorú iratok az adóztatás mértékéről is vallanak: országos rendelet alapján az 1641. év első hónapjaiban Borsod vármegye minden járásában a szolgabírák által vizsgálatokat tartottak arra nézve, hogy a zsitvatoroki békekötés óta mely falvakat hódoltatta meg a török, milyen eszközökkel zsarolta ki az adót, mennyit tett az ki készpénzben, természetben és szolgáltatásokban, végül 1615 óta mennyivel vitte fel a meghódoltatott falvak adóját. Ez a hivatalos tanúvallatás híven festi le a törökvilág borzalmait a vármegye minden helységére kiterjedően. „Aszaló város 1615. és 1616. esztendő táján Ali agának Eger várában tartozott fizetni 300 magyar forintot, 200 itze mézet, ugyanannyi vajat. De a török ezzel nem elégedett meg, felverte adójukat 450 magyar forintra, két hordó borra, mézet és vajat az előbbiek szerint fizettek. A császár adójába akkor fizetett a város 52 kila búzát, szolnoki szekérbérben pedig hol 20, hol 30 forintot."

#### Hadakozás a császáriak ellen
Nemcsak a török sanyargatta a mezővárost, a császáriak ellen is hadakozniuk kellett a jobbágypolgároknak. „A bécsi és a zsitvatoroki békekötés után elült ugyan a csatazaj hazánkban, de az abszolutista kormányforma megvalósítására törekvő Rudolf császár sem a bécsi, sem a zsitvatoroki békét nem hagyta jóvá és a békefeltételeket sem teljesítette. A végvárakból nem távolították el az idegen katonákat, sőt a rebellis magyarság megfékezésére még újabb német csapatokat vezényeltek oda. A hajdúság nem sokáig tűrte ezt a helyzetet, és Nagy András hajdúgenerális vezetésével 1607 őszén Szikszó környékén táborba szállt. A felkelő csapatok száma eddigre elérte a tizenötezret. „A haldokló Bocskay végrendeletének megfelelően Homonnai Bálintot akarták királyuknak választani. 1607. december 29-én a Szikszóhoz egy óra járásnyira fekvő Ináncson tárgyalásokat kezdtek a hajdúsággal. A gyűlés eredménye nélkül oszlott szét. A felkelés mégsem robbant ki, mert II. Mátyás, az új császár helybenhagyta a bécsi békét és elismerte a hajdúk kiváltságait is.”
„A mezővárosi jobbágypolgárság nagyobb tömegben, szervezettebben élt együtt, műveltebb és mozgékonyabb volt, mint falusi sorstársai, ezért a földesúri elnyomás elleni harca is élénkebb, tudatosabb volt… De a mezővárosok jobbágypolgárai sem voltak képesek arra, hogy a paraszti osztályharcot kiszélesítsék és megszervezzék. Küzdelmeik többnyire helyi mozgalmakban merültek ki s nem kapcsolódtak össze más mezővárosok és falvak megmozdulásaival. Minden mezőváros és falu elszigetelten küzdött kizsákmányolói ellen.”[forrás?]
Kátay János ónodi kapitány tudtával 1631 karácsony táján az egri törökök ráütnek Gadnára, a lakosságot rabszíjra fűzik, a falut felégetik. A parasztok véletlenül rájöttek az ügy hátterére, Kátay lelkiismeretlen intrikájára s a felkelés vezetőinek forrói, majd aszalói gyűlésén egyre többen kezdték követelni, hogy álljanak bosszút az áruló urakon, s mindenekelőtt dúlják fel Kátay encsi kúriáját. A végvári katonaság valóságos rablóhadjáratot folytatott a parasztság ellen. Roskoványi László szendrői alkapitány, nem törődve az 1632. augusztus 17-i gönci egyezménnyel, katonáival rátört Aszaló mezővárosra, a felkelő parasztok egyik szervezkedési központjára. A lakosságot kirabolták, egy parasztot megöltek, másokat fogva hurcoltak a várba.

#### Aszaló, mint Borsod vármegye székhelye

Borsod vármegye címere

A török uralom idején Aszaló nem pusztult el, bár a portyázásoktól sokat szenvedett. Az adóztatásnak is igen nagy mestere volt a török. Mindig újabb és újabb adónemeket talált ki. 1582-ben 160 forint fejadót fizetett a város az egri töröknek.
1577-ben a szikszói „sokadalomra” tört rá Ferhát füleki bég s ott sok népet és marhát kerített hatalmába. Bizonyára aszalóiak is kerültek a török rabságába, hiszen a legközelebbi szomszéd mezőváros vásáraira mindig felvonult Aszaló parasztsága. 1588-ban ismét rátört Szikszóra a füleki török és Kassától Tokajig pusztította a vidéket.
1596. október 26-án folyt le a szerencsétlen kimenetelű mezőkeresztesi ütközet, ami után Borsod vármegye déli részét teljesen elpusztította a török. A negyedik, a vattai járás teljesen megsemmisült. Borsod vármegye rendjei nem tudták már nyugodtan megtartani közgyűléseiket Miskolcon, illetve a végházakban, Ónodon, Diósgyőrben és Szendrőn sem , ezért 1597-ben Aszalón tartották meg aktuális közgyűlésüket, amikor is a törökök terjeszkedése elleni közös védelmet beszélték meg. Ettől az időtől kezdve számos ízben tartottak Aszalón különböző vármegyei gyűléseket:
- 1616. február 3.: Felsővadászi Rákóczi György beiktatása főispáni tisztségbe.
- 1617. február 28.: Diósgyőr várának erősítésére hoznak határozatot.
- 1623. április 18., 1624. május 8., 1626. január 26.: Törvényszéki ülések.
- 1627. március 22.: A Nikolsburgi békekötés tudomásulvétele, hűségfogadalom a királynak.
- 1627. június 9.: Előbbi fogadalom megerősítése
- 1629. május 2.: Pecsételő széki ülés.
- 1631. november 12.: Közgyűlésén alispánná választják felsőpulyai Bük Zsigmondot.

És még több esetben tartottak Aszalón gyűlést egészen 1711-ig olyankor, amikor nem találtak "biztonságosabb" helyet.

#### Az aszalói csata
Egy helyi kéziratban olvashattunk erről a csatáról, mely így zajlott le: 1678-ban-ban Thököly Imre lett a kurucok vezére. Thököly minden erejét arra fordította, hogy a már szétzüllőben lévő sereget összegyűjtve beléjük újra lelket öntsön.
1679. október havában Putnokot bevette és felgyújtotta. Nem sokkal ezután a sárospataki német parancsnok, La Borde Gerstorf , éppen a tokaji szüretre indult elég nagyszámú sereggel Kassa felől. Thököly 2000 emberével sietve eléje került, s Szikszó mellett lesbe állott. La Borde Gerstorf nevű alezredesét Aszalóra küldte élelmezés és az út kikémlelése végett, maga pedig ezalatt Dobszánál állapodott meg. Thököly kapitánya 400 lovasukkal Gerstorfot az aszalói temetőbe szorították, aki addig, míg segítség érkezett, itt védte magát. Nemsokára megjelent maga La Borde is mintegy ezerfőnyi seregével, melyhez néhány főrangú úrfi is csatlakozott, akik a szüreti mulatságra készültek, s most részt akartak venni a biztosra vett diadalban. Az Aszalónál harcoló kurucok észrevevén a segítség közeledését, Szikszó felé kezdtek hátrálni. A császáriak azt hitték, hogy a Sajóba szoríthatják őket, miért is nagy csetepatéval űzőbe vették a menekülőket. Ekkor Thököly sebes nyargalvást lesietett a hegyről, s rácsapott a császáriakra, akik csakhamar megzavarodtak, s rendetlen futásban menekültek a Hernád felé. Csak kevesen mehettek át a folyón, egy részük a hullámokban lelete sírját, több főtisztjük pedig a kurucok fogságába került.
Más forrás így mondja el ezt az esetet:
1679-ben La Borde királyi hadvezér katonái Aszaló városát pusztították. Harsányi nevezetű aszalói származású híres kuruc vezér néhány jó lovas kurucokkal a pusztító katonaságot megtámadta, majd színlelt futással az ongaújfalusi bércre csalta, hol Thököly Imre kurucaival a királyi sereget körülvette s csaknem egy lábig levágták. Hulláik két halomba temettettek. Ezek a halmok a Miskolcra menő országútról világosan látszanak.

#### Egy régi aszalói pecsétről
Thaly Kálmán ad hírt Aszaló egyik régi pecsétéről a Századok 1872-ik évfolyamában az 53. lapon „Aszaló város Sáros-Kis-Patak és Nagy-Bári faluk XVII-ik századi magyar pecsétei” című írásában.
„Az Abaúj vármegyei Aszaló mezőváros lakosainak Szikszóról 1685. április 14-én földesuruk b. Petrőczi István kuruc tábornokhoz írott eredeti supplicatioján ostyába nyomott papírfölzetes kerek pecsét látható.
Átmérője mintegy háromnegyed hüvelyk, metszete durva. Körül szegélyezett középterén karvasas kas kissé hátrahajlott kardot emel, melynek éle előtt két félhold – egyik jobbra, másik balra fordulva – foka mögött pedig két csillag áll, míg a kar tövében egy kis kereszt. A körszegély felirata: ASZALO VARASANAK PECZETE”

### Aszalóiak aRákóczi-szabadságharcban
Dózsa parasztháborújának egyik alvezérét – és bizonyára számos katonáját is – mezővárosunk adta. Már a 16. század elején országszerte egyre nehezebb lett a jobbágyok sorsa. Mátyás király uralkodása idején a mezővárosi jobbágyok együttesen róhatták le adójukat, és ezen túl személy szerint nem fizettek kilencedet. Mátyás halála után ezt a kedvezményt elvették a mezővárosoktól, személy szerinti kilenced fizetésére kötelezték őket. Ezzel végképp megfosztották a mezővárosi jobbágyokat attól a lehetőségtől, hogy később teljesen megválthassák magukat és váljanak. Nem csoda tehát, hogy a város lakói ott voltak a történelem legnagyobb parasztháborújában. A 17. század első felében zajló paraszti felkelésekben is élen jártak az aszalóiak.
Hazánk megszabadult a törökök igájától, de nem szabadult meg a Habsburgok önkényétől. Az elkeseredés országos méreteket öltött. 1705-ben megindult a harc a szabadságért. Parasztságunk is szeretett volna megszabadulni a császári katonák kíméletlen megszállásától és felszabadulni a földesúri terhek alól.
A kuruc szabadságharcban vármegyei és mezei hadak vettek részt. A vármegyei hadakban 37 aszalói katona harcolt, a mezei hadakban, pedig 53 katona vett részt 1707-ben. A harcokban elestek az aszalóiak közül a vármegyei hadban: Tóth István, Csirke Gergely és Kopasz János is Eperjes alatt. A mezei hadból Szendrő alatt esett el halálos sebben Tóth Mátyás.

#### Aszaló újra a káptalan birtoka
A 18. század elején gyér számú a város lakossága. Az 1715-1720 év összeírás a Borsod vármegyei Aszalón csak 23 adózó családot talál. Ugyanakkor szőlőhegyen 52 extraneust, más községben lakó birtokost ír össze. Az összeírás szerint 3 nemes, 12 jobbágy és 8 taksás háztartás volt ekkor Aszalón. Ellenben 5 évvel később már 11 nemes, 9 polgár, 31 jobbágy, 18 taksás lakott a békésebb idők alatt újra fejlődésnek indult mezővárosban.
Nem tudni pontosan, hogy mikor adta vissza a káptalannak Mária Terézia Aszaló birtokát, csak következtetni lehet rá. Valószínűleg 1760 körül került erre sor, mert a Római Katolikus Egyház templomát 1766-ban már a káptalan támogatásával kezdte felépíteni.
A káptalan ez időtől kezdve majorgazdálkodást folytat a határ nagyobbik részén. Az Urbárium csak 1772-től szabályozza a birtokosok és a jobbágyok viszonyait.
Mik voltak a majorságok? A jobbágyoktól vett földeken alapított mezőgazdasági üzemek, amelyekhez a munkaerő kis részben bérmunka, nagyobb részben pedig a jobbágyok ingyenmunkája, a robot, szolgáltatta. Hogy a parasztság ennek az elnyomásnak ellen ne állhasson, szigorították a földesúri a bíráskodást, a városi és falusi bírók hatáskörét megnyirbálták, a mezővárosok önkormányzatát szűkítették, főként minden eszközzel akadályozták a falusi és mezővárosi jobbágyok szabad költözését.
A mezővárosi parasztpolgárság minden módon védekezni próbált az új terhek elsősorban a robot növelése ellen. Keresték a kiutat a szőlőtermelésben és a marhatenyésztésben. Az árutermelés e két legjövedelmezőbb ágában ugyanis technikai okokból nem lehet eredményes robotmunkát alkalmazni.
Az árugabona túlnyomó része már a robotoltató majorságból került ki, de a bort és a vágómarhát továbbra is paraszti gazdaságok termelték.
Ez a magyarázata annak, hogy mezővárosunk is – bár súlyos korlátozásokat kellett elszenvednie – megvédelmezhette önkormányzatának fontosabb elemeit. Ez teszi számunkra érthetővé azt a tényt, hogy ebben a században – különösen a század második felében – olyan rohamos fejlődésnek lehettek részesei Aszaló mezőváros jobbágypolgárai. Ezt mutatják számszerűleg is a II. József által elrendelt népszámlálás adatai: 320 házban 1652 lakost írtak össze. (332 család)
A virágzó szőlőművelés és marhatenyésztés Aszaló fejlődését a század végéig biztosította, pedig ebben az időben a legtöbb mezőváros fejlődését már akadályozta a földesúri majorgazdálkodás.

### Aszaló a XVIII. század végén
Mezőváros Borsod vármegyében, birtokosa a nagyváradi Káptalan. Lakosai katolikusok és reformátusok. Fekszik e népes mezőváros a Bársonyos vize mellet, Abaúj határa szélen, melyhez tartozott vala azelőtt. De mivel az időben, midőn Eger várát a török bírta, nem kevés fáradsággal nyerték meg a Borsodiak azt a cserét, mely szerint Onga helységét Abaúj Vármegyének átengedvén, ezt magának megtarthassa. Határa jó szántóföldjeivel és szőlőhegyeivel gazdag. Bársonyos vize kiáradáskor elönti határát, és a lakosoknak is károkat okoz. Földjeinek ritkán szükséges a trágyáztatás. Piaca Szikszóhoz közel, Miskolc két mértföldnyire. Legelője, szőlő hegyei nagyok, melyek jó borokat teremnek. Malma a határban. Fáját mind tűzre, mind épületre távol való helyiségekből készpénzen szerzi.

### A XIX. századi Aszaló
A XIX. század a magyar történelemben és Aszaló mezőváros történetében is nagy fordulatokat hozott. A század elején megkezdődött a modernizációt magával hozó reformkor, mely ország- s világszerte a tudományos és technikai újdonságok legmeghatározóbb korszaka volt.
Ezek mellett azonban majd két éven keresztül zajlott az 1848-1849-es forradalom és szabadságharc, melynek csatáiban a település lakosai közül is sokan részt vettek, s többen el is estek. Arra nézve is található utalás, hogy a harcok magát a települést is feldúlták.
A csaták mellett természeti csapások, tűzvészek, járványok és a közigazgatás átszervezése is nehezítették a város életét, mely így a század végére elveszítette mezővárosi rangját. A község fejlődésének mélypontja 1890-re tehető.

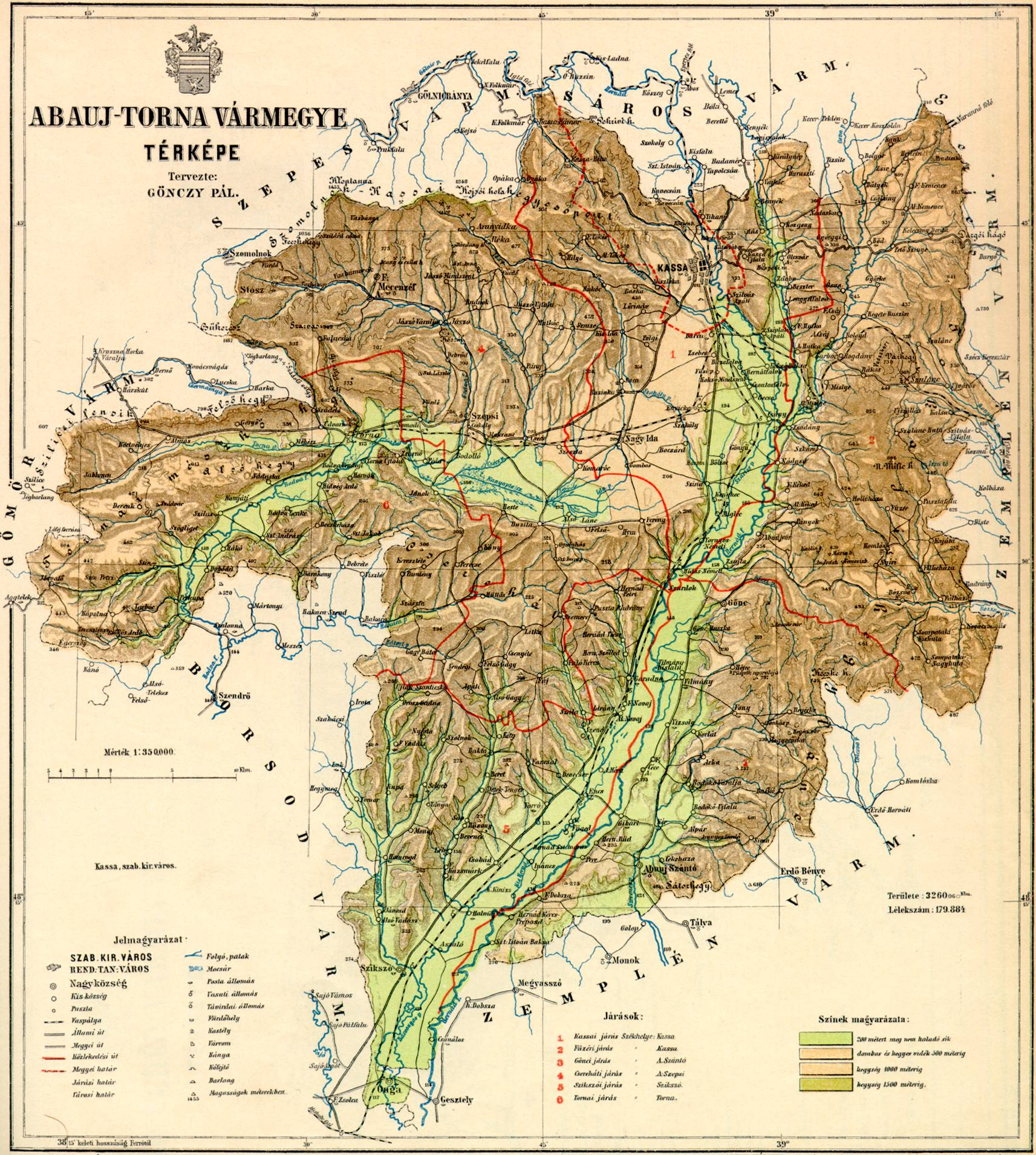
Abaúj-Torna Vármegye térképe

#### Aszaló visszacsatolása Abaújhoz
Amint tudjuk, városunk hosszú időn át Borsod vármegyéhez tartozott. Abaúj vármegye 1791-ben kéri vissza Borsodtól Aszalót. Cserébe felajánlja Ongát és Belsőbőcsöt, amelyek abban az időben Abaújhoz tartoztak. Az ügyet országos bizottság elé viszik, és annak döntésétől teszik függővé elintézését. Hosszadalmas huzavona után 1824-ben megtörténik. A két vármegye azonban még igen hosszú ideig veszekedik rajta. Borsod 1843-ban is visszaköveteli. Sőt még 1880-ban is kijelenti Borsod vármegye, hogy mivel az Aszaló – Belsőbőcs csere jogilag még mindig nincs elintézve, fenntartja az Aszalóhoz való jogát.

#### Járványok okozta veszteségek
Magyarországon a XVIII-XIX. században a közegészségügy igencsak gyerekcipőben járt. A lakosság több mint háromnegyede csak szűretlen vizet fogyasztott, a közterületek is szennyezettek voltak. A csatornahálózat híján a városokban és falvakban az általános higiéniás helyzet kiváló táptalajt biztosított a kolerajárvány kibontakozásához.

A Kárpát-medencét a hét világjárványból négy érintette a XIX. században, s ezek közül -a halottak számát tekintve- három emelkedik ki: az 1831-1832-es, az 1848-1849-es és az 1872-1873-as. Aszaló lakosságát is megtizedelve, 1831-ben 100 halottat, míg 1873-ban 86 halottat vitt magával a járvány.

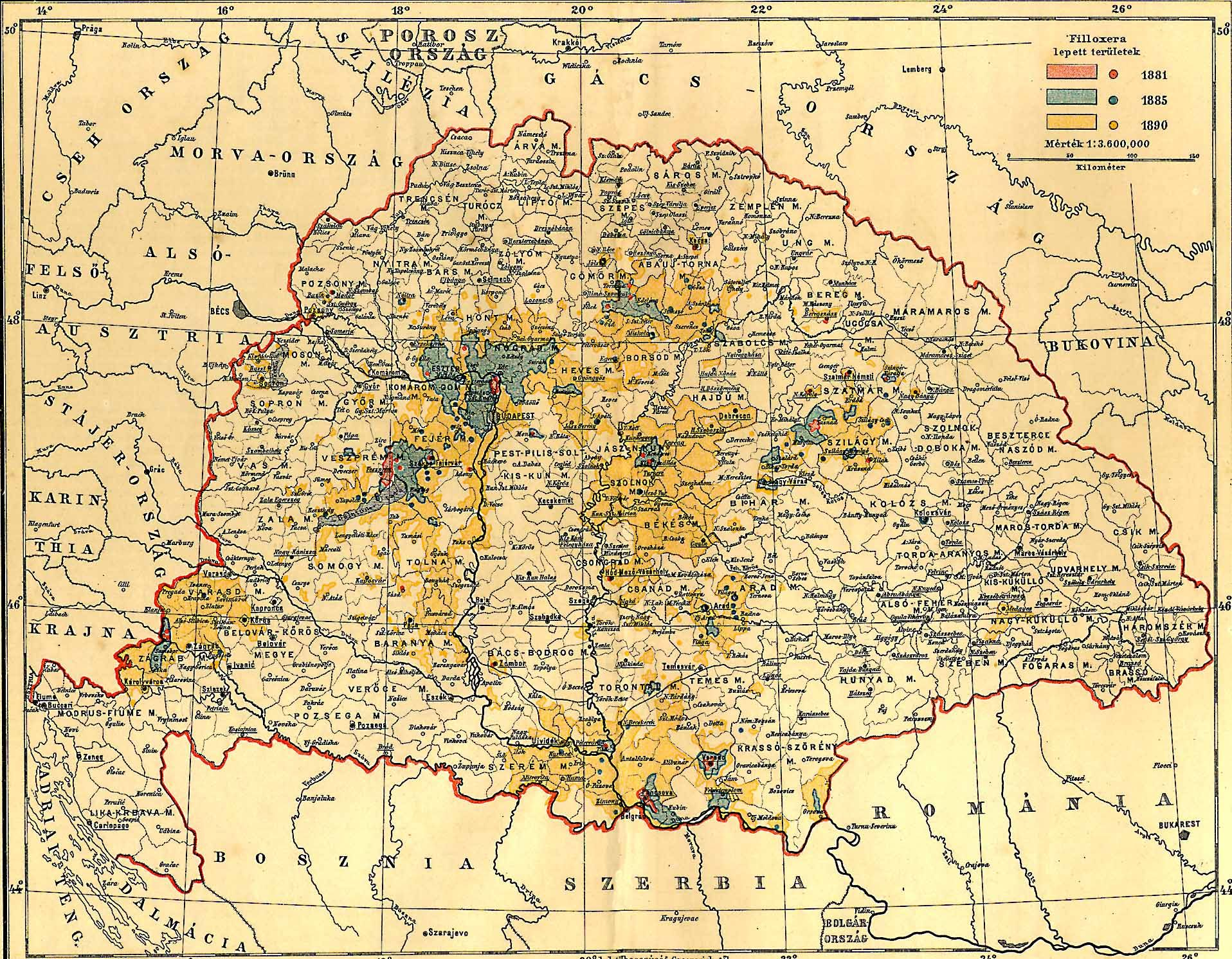
Magyarország Filoxéra-térkép 1890

#### A filoxéra pusztítása
A 19. század közepe táján tömegesen pusztultak az európai szőlőültetvények a filoxéra -avagy szőlőgyökértetű- miatt, amely a szőlő gyökerét támadja meg, és az ejtett sebeken keresztül gombákat és baktériumokat juttat a szőlőfajtákba. Ez a folyamat a szőlő megbetegedéséhez vezet, majd pedig teljes elhalásához. Azon kevés borvidékek, amelyek megúszták a járványt, igen kemény korlátozásokat kellett betartaniuk.
Magyarországon 1875-ben észlelték először Pancsován. Magyarország szőlőterületeinek nagysága a kártevő megjelenése után majdnem felére szorult vissza. A járvány Aszaló szőlőültetvényeit is elérte, s azokat 1892-re elpusztította.

### Küzdelem a természeti erőkkel

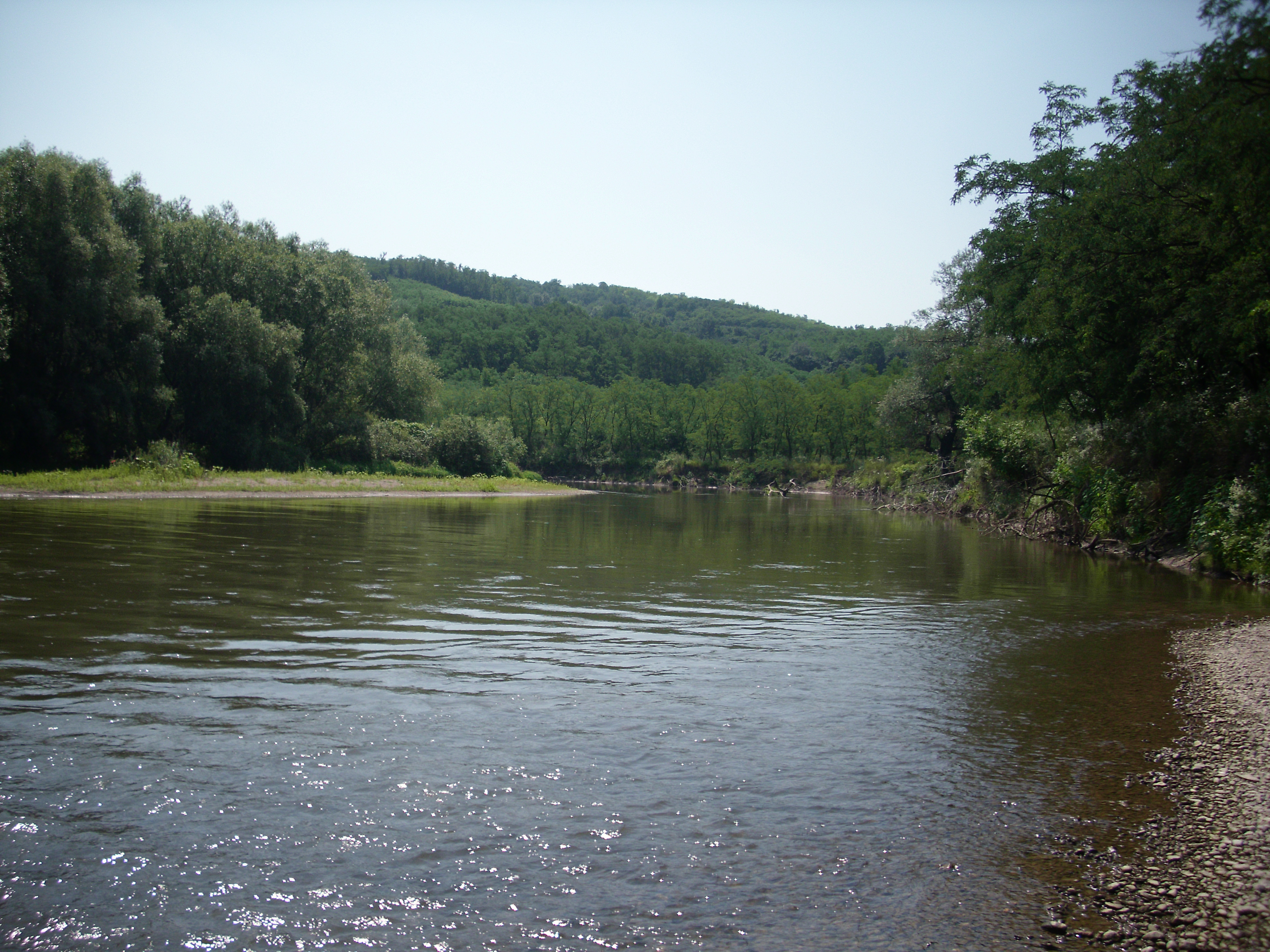
A Hernád folyó

#### A község lakossága sokat szenvedett az árvizektől.
Különösen a XIX. században okozott nagy károkat, többek között az 1813. évi árvíz, mely "rettenetes hirtelen jövő árvíz Augusztus 25-ik napján reggel 2 óra tájban Aszaló Városát is egészen elborította."
Az árvíz 100 év után ismét nagyobb károkat okozott a községnek. A Vasonca patak árvize, 1913. augusztus 7-én következett be, melyet a Kishernád-Bársonyos malomcsatorna képtelen volt továbbvezetni.
A Hernád-völgy alacsonyabban fekvő községeit, mint Garadna, Novaj, Idrány, Felső- és Alsó-Méra, Encs, Halmaj, Aszaló és Szikszó a visszaduzzadt víz helyenként 1,5 méteres vízmagassággal öntötte el.

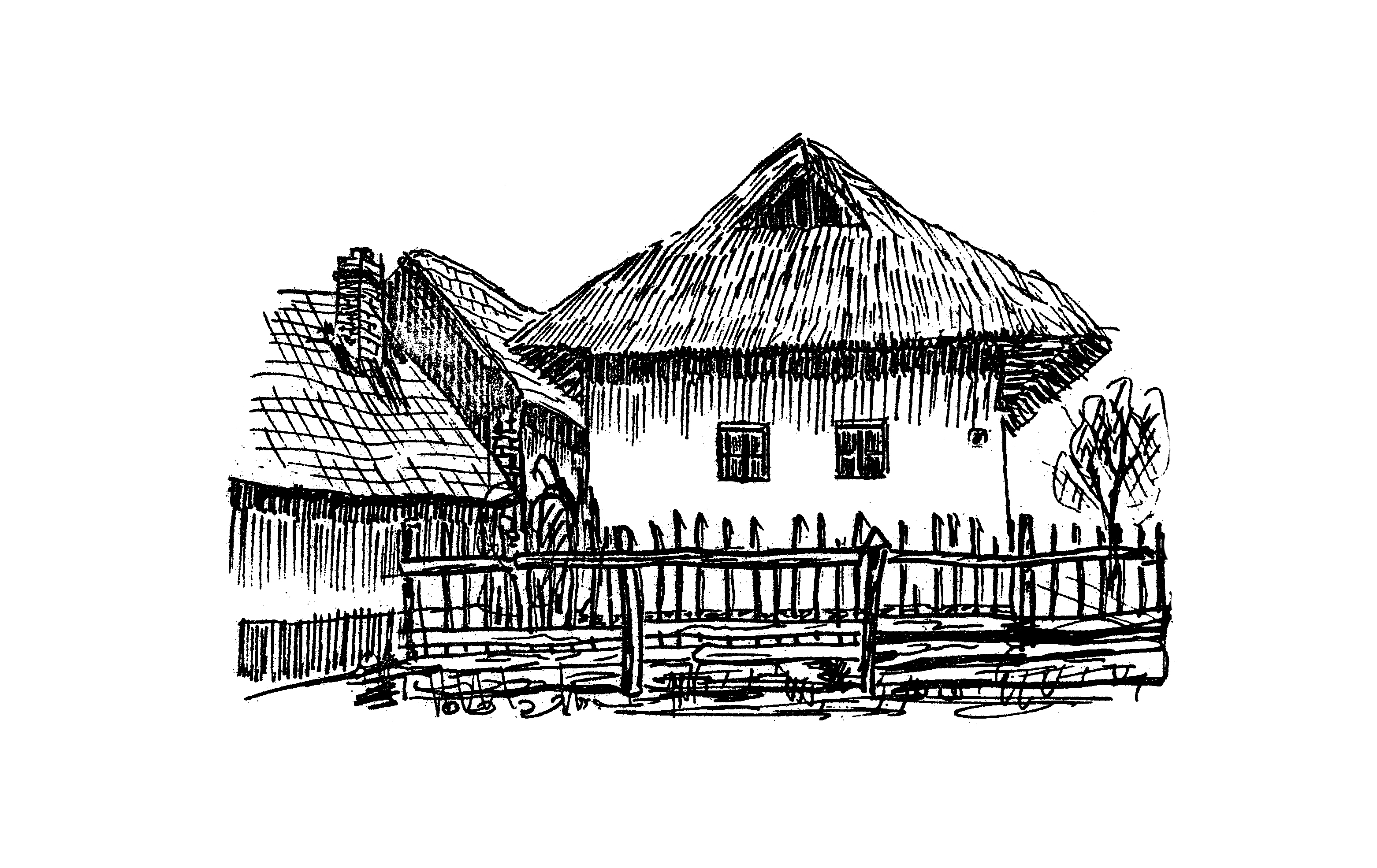
Szalmás lakóház Aszalón a XIX. századból

Az árvizeket elkerülendő, 1928-1929-ben megtörtént a Vasonca meder rendezése, majd 1942-ben a Bársonyos szabályozása is.

#### A község másik nagy ellensége a tűz volt.
Az épületek tetőzetének jellemzően ebben az időben az anyaga szalma, nád, fazsindely volt, melyek erősen gyúlékonyak, különösen a nyári szárazság idején.
Különösen a XIX. században okozott nagy károkat a tűzesetek.
1824. június 8-án és 1854. április 18-án is tűzvész pusztította el a község legnagyobb részét, de mindkétszer újjáépítették.
Jelentősebb tűzeseteket tartanak még számon, 1925 júniusában, 1932 húsvét hétfőjén, 1936 őszén és 1938 augusztusában is, melyek szintén jelentős károkat okoztak.

### Aszaló helyzete a XIX. század végén
A XIX. század folyamán egészen 1879-ig a káptalan helyben lakó gazdatisztjeinek irányításával gazdálkodott a birtokon. Ezek a tiszttartók teljhatalommal voltak felruházva. Ezzel a hatalommal éltek is.
Így például 1843-ban a református egyháztól Fedor Pál uradalmi bacsó elfoglalt egy szilvást.
Az egyház ez ellen tiltakozott, de Rados János udvarbíró, az akkori tiszttartó a szilvást mégis a bacsónak ítélte oda.
- A bacsók mestersége nemzedékeken át öröklődött, valóságos pásztordinasztiák voltak a Mátra–Bükk vidékén. Közülük kerültek ki a legjobb fafaragók, dudások. -

#### Aszalói elismerések
A 19. század végén a község lótenyésztése igen fejlett volt. Nemcsak számbelileg, hanem minőségileg is. Ezt bizonyítja egy érem is, mely érem az 1896. évi ezredévi kiállításra készült. Az elmondások szerint a kiállításra több híres lótenyésztő gazda vitt fel lovakat. Ezen az éven nem csak Tóth Károly, hanem Kaczur Károly is kapott érmet.
Az érem kör alakú, 10 cm átmérőjű, anyaga bronz. Egyik oldalán az angyalos nagycímer látható.
Körirata: 1896. évi Ezredévi Országos Kiállítás.Másik oldalán bal kezében búzakalászt, jobb kezében babérágat tartó nőalak, akit bal kezében kalapácsot tartó férfi ölel át jobb kezével. Ezen az oldalon a körirat: Kiállítási érem. Az érdem jutalmául. Jobbra alul keretben ez olvasható: Tóth Károlynak Aszaló.

### A fejlődés rögös útján Aszaló a 20. században
Abaúj-Torna vármegye az 1881. évi LXIV. törvénycikk értelmében a korábbi Abaúj és Torna vármegyék egyesítésével jött létre.

#### A „Nagy Háború” hatása Aszaló lakosságának életére
Az egyszerű ember számára 1914-ben egyszerre hirtelen és tulajdonképpen váratlanul, egyik napról a másikra minden megváltozott. Átrajzolta az emlékeket, a lelkeket és térképeket. Az első világháború közel 10 millió ember halálát és mintegy 20 millió sebesültet hozott magával világszerte. A halálozások miatt rengeteg család csonka lett, az árvák és az özvegyek számáról még becsült számok sincsenek. 
Az első világháborús iszony és erőszak meglehetősen nehezen múlt el, még évtizedekig hatott a társadalmakban. Nem volt ez másként Aszalón sem.
Az első világháború aszalói áldozatainak száma 59 fő, kiknek emléke Aszaló község hálás közössége megbízásából még 1945 előtt emlékmű készült, mely Edelstein H. miskolci kőfaragó alkotása, melyet aztán 1991-ben felújítottak.
1918. december 29-én cseh csapatok vonultak be Kassára, de a Magyarországi Tanácsköztársaság alatt ismét magyar közigazgatásba került, ekkor a vármegye élére direktóriumot állítottak, és a vármegyét 5 járásra osztották. 1920-ban a vármegye magyarországi területe 1690 km², a lakók száma 92 358 főre, a települések száma pedig 138-ra esett vissza. A csonka vármegye nem rendelkezett kórházzal, ekkor döntöttek a szikszói kórház felépítéséről. Harc a községben nem volt, a harcoló csapatok csak átvonultak a községen.

#### A villanyhálózat megjelenése Aszalón
A villanyvilágítást 1922-ben próbálta meg a község képviselő-testülete megoldani. Szerződést kötöttek egy Harangi nevű vállalkozóval, aki a Bábaska mellett felépítette a villanyáram fejlesztő gépházat. Ezt követően elvégezte a házakhoz a villanybevezetést valamint a belső szerelési munkálatokat, 2 q búza fejében, ellenben az oszlopról mindenkinek magának kellett gondoskodnia. A gépházban a 40 lóerős nyersolajmotorral hajtott dinamó fejlesztette az áramot, ez azonban nem vált be, mert a nagyobb megterhelést nem bírta a gépház villanyáram fejlesztője. Így aztán a vállalkozás 1930-ban megszűnt. Akkor a tröszt kötött szerződést a községgel, és bekapcsolták a települést a Miskolc-Gibárti villanyhálózatba. A villanyhálózat megjelenésével azonos időben 1926-ban megjelentek az első rádiók is a községben.

#### A II. világháború pusztítása hazánkban és Aszalón
A második világháború 1939–1945 között az emberiség történetének eddigi legnagyobb és legtöbb halálos áldozattal járó fegyveres konfliktusa. A háború szomorú mérlegét nyomja a 42 aszalói áldozat, akik életüket adták a harcok közben, olykor messze-távol szülőföldjüktől. Valamint itt kell megemlékeznünk azokról az aszalói zsidó családokról, kiknek tagjait 1944-ben Auschwitzban pusztítottak el, köztük gyermekeket, fiatalokat és időseket is.
A második világháború – többek között – Magyarország számára 1947. február 10-én, a párizsi békeszerződések aláírásával zárult le, és a vesztes európai országokat: Olaszországot, Finnországot, Magyarországot, Bulgáriát, valamint a háború végén átálló Romániát hatalmas jóvátétel kifizetésére kötelezte a győztes országok részére.

#### A felszabadulás és az államosítás

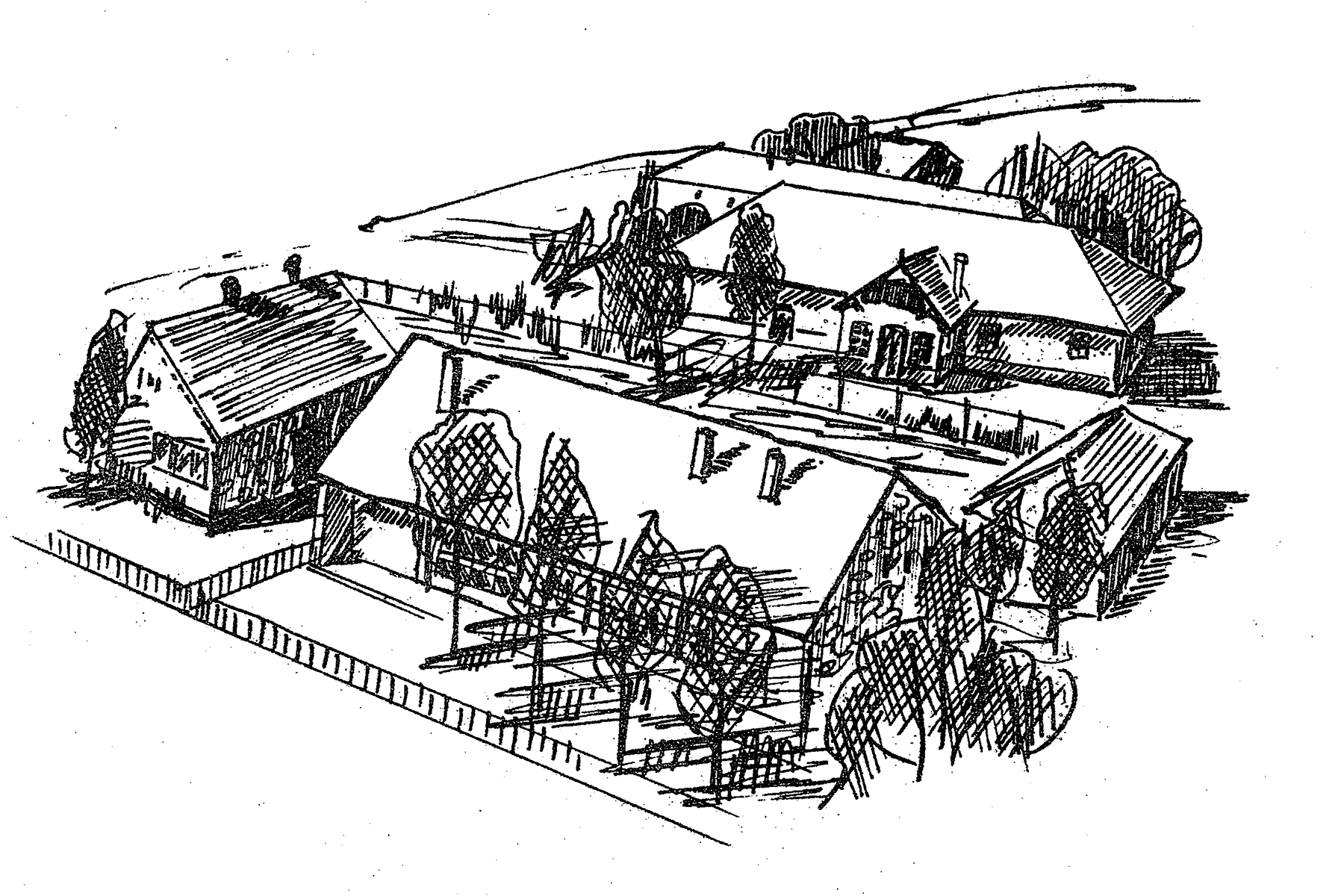
A Tanácsháza és a Kecskés Tamás Művelődési Ház

Aszalón 1944. november 30-án emlékeztek meg először a felszabadulásról. Magyarország felszabadításának napja vagy a felszabadulás ünnepe a Magyar Népköztársaság állami ünnepe volt 1950-től 1989-ig. Az ünnepnap április 4-ére esett, mivel az akkori hivatalos álláspont szerint 1945-ben ezen a napon hagyta el Magyarország területét Nemesmedvesnél az utolsó német katona az előre nyomuló szovjet csapatok elől visszavonulva.
1948-ban a felekezeti iskolákat államosították, majd 1949. szeptember 16-án megalakult a Szabadság Mg. Tsz.
1950-ben megépül a tanácsháza, majd a következő évben 1951-ben Kultúrház létesül a településen.
A község életében nagy lépések következtek ezek után, hiszen 1955-ben megépül a főúttól a bekötő út is a község központjáig. A szórakozási lehetőségek tovább bővülnek, mikor 1958-ban állandó keskenyfilmszínház létesül Aszalón. Ebben az évben nyitja meg kapuit az óvoda is.
1959. december 31-én bemutatkozik az első Tv-készülék a tanácsházán. 1959-1965 között közel 10 Km hosszúságban járdaépítés folyik, majd 1960-1962 között megközelítőleg 2 Km hosszan új utak épülnek. 1967-ben kezdetét veszi a Kassai út építése, mely 1,6 Km hosszúságú. Mindezeken túl 1970-re megtörténik a község vízhálózatának kialakítása is.

#### Honi Légvédelmi Tüzérosztály – Aszaló
A Magyar Néphadsereg 105. Honi Légvédelmi Rakétaezrede, a Magyar Néphadsereg honi légvédelmi, majd a Magyar Légierő honi légvédelmi rakétaezrede volt. 1990-ben került felszámolásra. 1961. szeptember 15-én alakult meg a MN 105. Honi Légvédelmi Tüzérezred. A felkészítés és az éleslövészet után 1962-től az ún. borsodi tűzrendszert. Miskolcon volt a MN 105. Honi Légvédelmi Tüzérezred laktanyája. Pingyomtetőn volt a Technikai Osztály területe. Három közepes osztállyal rendelkezett, mégpedig Cserépfalu, Szakáld, és Tardona helyőrségekkel. Valamikor Aszalón is volt egy közepes osztály, de azt az első körben, valamikor a hatvanas évek közepén szüntették meg. Ezt követően az állásterület kiképző bázisként működött, de az 1980-as években végleg bezárták.

## Közélete

### Polgármesterei
- 1990–1994: Baráth László (független)[35]
- 1994–1998: Baráth László (független)[36]
- 1998–2002: Baráth László (független)[37]
- 2002–2006: Árvai Károly (független)[38]
- 2006–2010: Árvai Károly (független)[39]
- 2010–2014: Árvai Károly (független)[40]
- 2014–2015: Dr. Mészáros Zoltán (független)[41]
- 2016–2019: Dr. Mészáros István (független)[42]
- 2019–2024: Dr. Mészáros István (független)[43]
- 2024– : Dr. Mészáros István (független)[1]

A településen 2016. január 24-én időközi polgármester-választást tartottak, az előző polgármester halála miatt.

## Népesség
A település népességének változása:
Hiteles adatok 1787-től állnak rendeletesünkre a lakosság lélekszámának vonatkozásában. Az 1784-1787 közötti években tartott első hivatalos népösszeírásra vonatkoztatva. Az 1784-1787. években tartott elő hivatalos népösszeírás 1652 lelket talált az akkori Aszaló mezővárosban. 1828-ban a vármegyei összeírás szerint 1781 lakosság lélekszáma. Ezt követően azonban visszaesés történt. 1890-ben csak 1571 fő volt a közlég lélekszáma. 1949-ben a lakosság lélekszáma 1814 volt, mely az 1960. évi népszámlálás szerint már 1968 fő volt. Az 1970. évi népszámlálás 2222 főt számlál össze.
A település népességének változása:
| Lakosok száma | 1860 | 1834 | 1843 | 1830 | 1849 | 1883 | 1872 |
|               | 2013 | 2014 | 2015 | 2021 | 2022 | 2023 | 2024 |

2001-ben a település lakosságának 83%-a magyar, 17%-a pedig cigány (romani, beás) származású volt.
A 2011-es népszámlálás során a lakosok 88,7%-a magyarnak, 18,1% cigánynak, 0,3% németnek mondta magát (11,3% nem válaszolt; a kettős identitások miatt a végösszeg nagyobb lehet 100%-nál). A vallási megoszlás a következő volt: római katolikus 48,6%, református 27,1%, görögkatolikus 4,2%, felekezet nélküli 3,9% (15,5% nem válaszolt).
2022-ben a lakosság 89%-a vallotta magát magyarnak, 6,3% cigánynak, 0,2% németnek, 0,2% ruszinnak, 0,1-0,1% bolgárnak, szlováknak, szerbnek és lengyelnek, 1,7% egyéb, nem hazai nemzetiségűnek (11% nem nyilatkozott; a kettős identitások miatt a végösszeg nagyobb lehet 100%-nál). Vallásuk szerint 24,2% volt római katolikus, 18% református, 3,7% görög katolikus, 0,3% egyéb keresztény, 0,3% evangélikus, 7,2% felekezeten kívüli (45,6% nem válaszolt).

## Nevezetességei

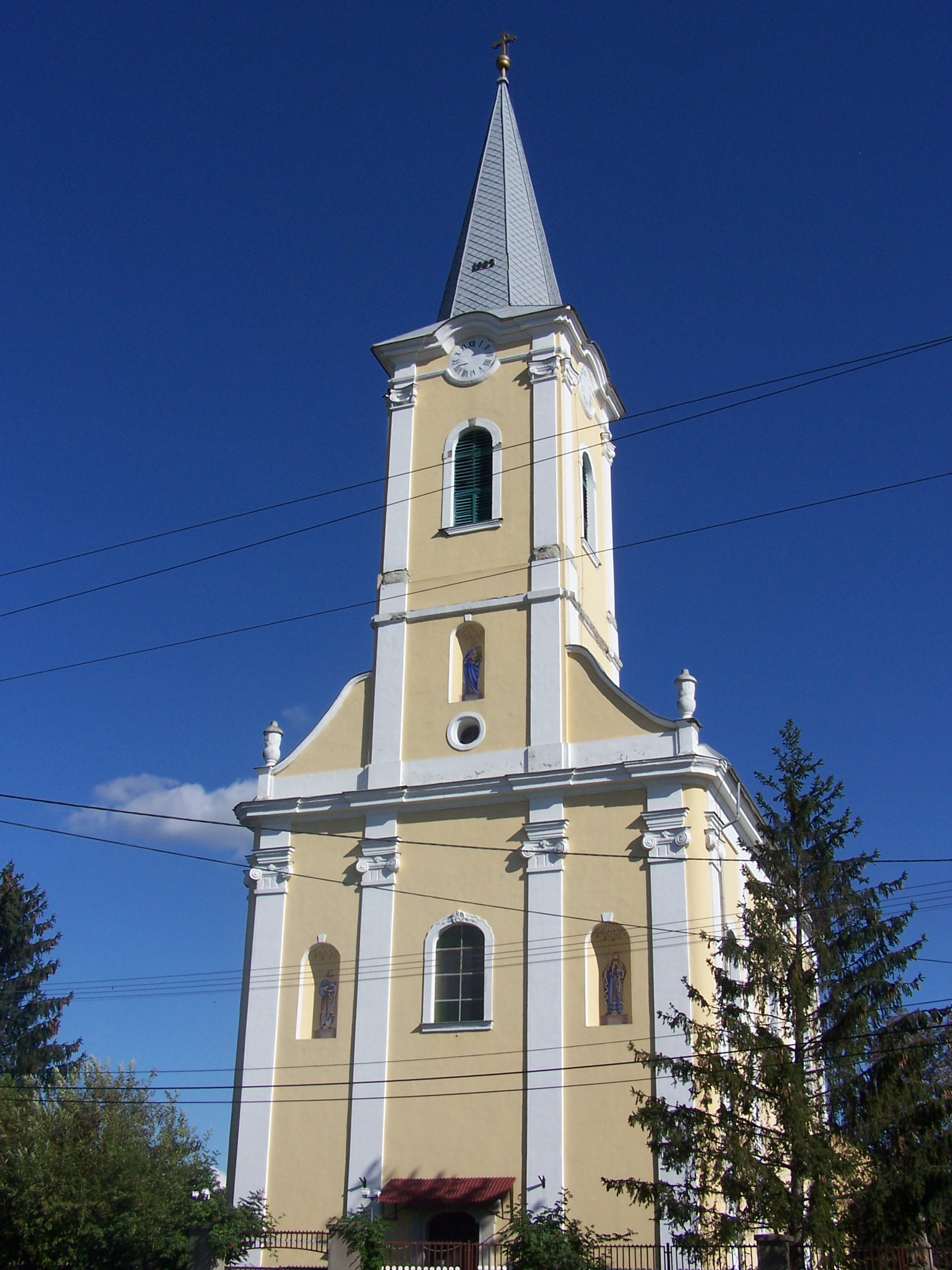
Római katolikus templom, Aszaló

### Az aszalói római katolikus egyház története és a római katolikus templom
Az úgymond „az utolsó pusztulásra jutott Aszaló mezővárosba”, 1693-ban katolikus telepeseket hívtak be. 1732-1733-ban az egykori katolikus templom és a plébánia a reformátusok birtokán volt, így új templom építésére került sor.
A XVIII. század közepén Eszterházy püspök kezdeményezte az építkezést. Aszaló kegyura, a Nagyváradi püspökség sokban segítette a település katolikus híveit az új templom megépítésében. A munkálatok 1766-ban kezdődtek el, de ebben az évben csak a szentély és a sekrestye épült fel. A hajót 1777-ben építették hozzá, míg a belső felszerelés 1803-ban fejeződött be. Ebben az időben a plébánia filiái voltak: Halmaj, Kisdobsza, Kázsmárk, Léh.
A filiák közül a XVIII. században csak Léhen volt katolikus templom. Az új templom tornyában négy harang hirdette Isten dicsőségét. Az 1824-es tűzvészt követően lettek felszentelve, melyek közül a legnagyobb a Szentháromság tiszteletére készült, a második a Boldogságos Szűz, a harmadikat a templom védőszentjének, Szent Lászlónak a tiszteletére szentelték, a negyedik pedig Jézus, Mária, Józsefnek a Szent családnak készült.
Az első világháború idején a négy harangból hármat hadicélokra elvittek és a háború után csak egy harang lett pótolva, mely harangot vasból készítették el. A templom barokk stílusban épült, hét regiszteres orgonával rendelkezik.
Az oltárkép Szent László vízfakasztó csodatételét ábrázolja, emellett még több régi-szép szentkép és más felszerelés díszíti a templomot, a főpárkány fölött íves féloromzatok, széleiken vázákkal, középen a tornyon szoborfülke Mária festett alakjával. A felső toronyszint oldalait ionfejezetes pilaszterek szegélyezik, közöttük félkörzáródású ablakok. A zárópárkány fölött nyolcszögletű gúlasisak. Kétboltszakaszos hajója és a szentély cseh süvegboltozattal, az apszis negyedgömb kupolával fedett. A 2000-es év végén alakult újra, az egyházközség képviselő-testülete 13 testületi taggal. Alakulásuk éve egybeesett magyar államiságunk 1000 éves és kereszténységünk 2000 éves évfordulójával a település millenniumi ünnepnapja a templomban vette kezdetét.
A millenniumi zászló átadása után, a zászló felszentelésében részt vett a római katolikus és a görögkatolikus plébános, valamint a református tiszteletes is áldását adta a jelenlevőkre. Napjainkban ugyan a hívek száma nem túl nagy, de ők annál nagyobb buzgósággal vesznek részt a szentmiséken. A közelmúltban befejeződött a templom külső, teljes körű felújítása melyért mindnyájan hálát adhatunk a jó Istennek.

### Az Aszalói Református Egyházközség rövid története és a református templom

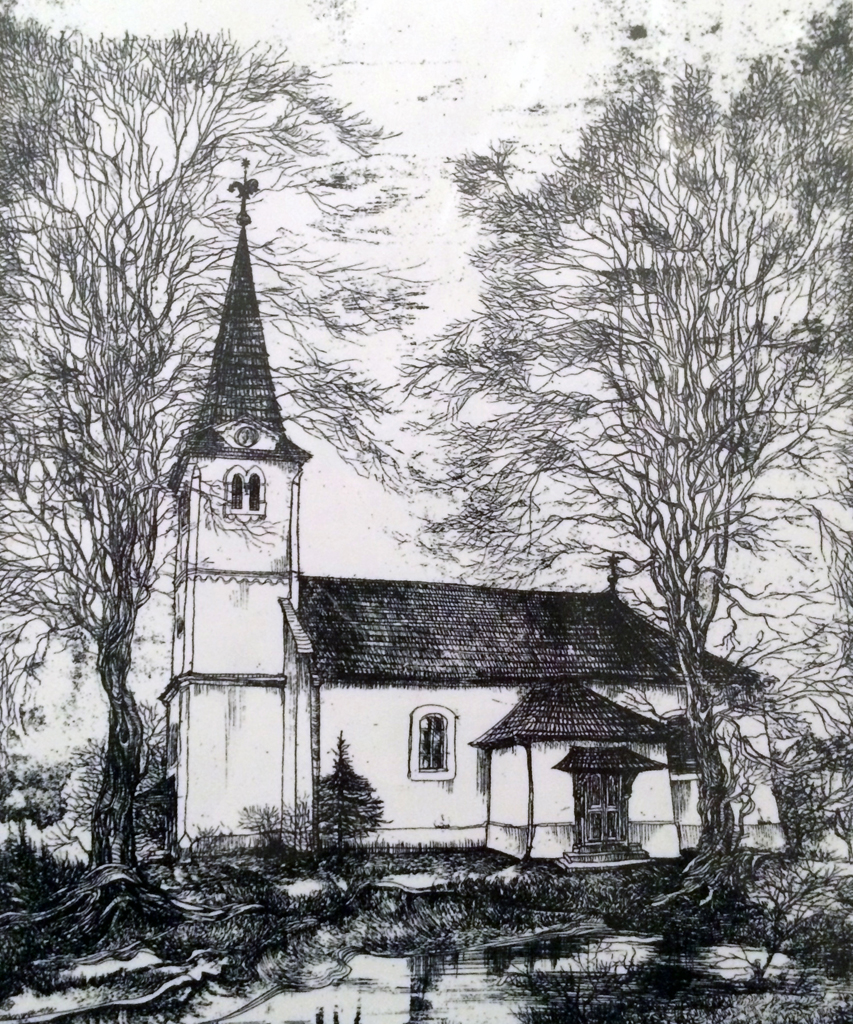
Az aszalói református templom a múltban

Az Aszalói Református Egyházközség a Tiszáninneni Református Egyházkerülethez, illetve az Abaúji Református Egyházmegyéhez tartozik. Az irattári adatok szerint 1603 az alapítás éve. Fel van jegyezve azonban a szikszói református egyház régi jegyzőkönyvében, hogy egy Szikszón, 1590-ben tartott egyházi gyűlésen jelen volt Szikszay György aszalai prédikátor is.
Aszaló a Borsodi Egyházmegyéhez tartozott. Egyházunk levéltárában található levelek, nyugták tanúsága szerint még 1843-ban is borsodi gyülekezet volt Aszaló. Egyik lelkésze, Tóthfalussy Mihály 1838-ban, mint borsodi esperes hal meg.
1855-ből való egyházmegyei kézirat tanúskodik okmányszerűen arról, hogy az akkori lelkész Molnár Antal az Abaúji Református Egyházmegye táblabírája. 1855-től kezdve tehát már biztos az Abaújhoz való tartozás.
Az 1595. évi összeírás szerint a gyülekezetnek volt református temploma, 1603-ban pedig lelkészt is tartottak. Egyes források szerint a középkorban épült régi templomot használták.
A katolikusok 1769. évi vizitációs jegyzőkönyve azt írja, hogy: „a meglevő református templomot valamikor régen a csehek építették, s benne a reformátusok vallásgyakorlata Eger 1687. évi visszafoglalása után kezdődött, mert a török hódoltság utolsó éveiben elhagyott és puszta hely volt Aszaló.”
Az egyház valószínűleg alakulási évétől kezdve (1603) tartott fenn iskolát, bár erre hiteles adat nincs. A XVII-XVIII. században több diák is beiratkozott a Sárospataki Református Kollégiumba, ahol a diák – akkori szokás szerint – felvette szülőfaluja nevét.
Néhány példa:
- 1617 – Stephanus K. Aszalai
- 1630 – Stephanus Aszalóvius
- 1633 – Andreas P. Aszalainus
- 1693 – Franciscus Aszalai

A legjelentősebb dokumentáció egy régi iskolai napló, amely a XIX. század elejétől dokumentálja a „fiu oskola” működését. A benne található családfák pedig a rektorok neveit is feltüntetik.
Bartha András kezdte vezetni a naplót melynek teljes címe: „Az aszalai reformata ekklésiában helyheztettetett férfi oskola protocolluma. Készült K S által MDCCCI.”
Az iskolának már 1770-ben két épülete volt: a fiúk iskolája (a ma is meglévő Rémán-féle iskola) és a lányok iskolája (ebben lakott később Rémán János nyugalmazott iskolaigazgató). A lányok iskoláját 1890-ben eladta az egyház, amikor megépült új iskolája, a Varga-féle épület, amely az állami általános iskola központi épülete volt.
A templom keletkezési korát teljes bizonyossággal nem lehet megállapítani, iratok sem beszélnek róla. Belső ajtajának kőből faragott szemöldökén olvasható a következő évszám: Anno 1797. De ez nem jelenti, hogy az egész templom ekkor épült volna. Mindenesetre a gyülekezet megtartotta a templom építésének 200. évfordulóját 1997. december 7-én, melyen Dr. Mészáros István Tiszáninneni püspök hirdette az Igét.
Előzőleg már két templomot is építettek (1797 előtt), de ezek gyenge anyagból épültek. A jelenlegi templomot „messziről szállított kövekből nagy fáradsággal építették a hívek”. Így a mai templom 1795-97-ben készülhetett el késő barokk stílusban. Tornyát 1827-ben építették a nyugati homlokzata elé, rajta „sugársisak és négy sarkán kőobeliszk” van, magassága 38 méter. A templom 12 x 25 méteres, 500 ülőhellyel rendelkező belső terét hat boltszakaszos mennyezet fedi. Keleti vége egyenes záródású. Egy tömbből faragott barokk kőszószéke van. A templom kőfallal van kerítve, melyen belül Molnár Antal (elhunyt: 1800) és Tóthfalussy Mihály (elhunyt: 1832) lelkipásztorok sírköveit láthatjuk.
A református egyházközség egyik jegyzőkönyvében ezeket írja Tóthfalussy Mihály lelkész:
"1824-ik Esztendőben Június 8-án szintén Pünköst Innepének 2-ik napján reggeli 9 óra tájban –a nagy vízáradás által megkárosított Várost –újabb nagy fatalitás érte: mert vigyázatlanságból (amint mondatott egy Saláta öntésből) támadott rettenetes Tűz az egész várost ki vévén Halmaj felől 14 Házakat, két óra alatt hamuvátette, el pusztította, a szegény lakosoknak mindenét meg emésztette és koldus botra juttatta. A mely nagy veszedelemben a Refta Nemes Ecclésia Templomának teteje egészem meg égett, régi kő Tornya hasznavehetetlenné tétetett, földig, fundamentomig fogva le rontatott, a benne lévő nagy Harangok el olvadtak, és nem több, hanem tsak két mázsa materiát szedhettek fel az hamu közül. Parochiája, a predikátornak minden házi bútorával s élelmével, könyveivel, írásaival, ami leg tetemesebb kár: rég matriculája, protocolluma az ecclésiának meg égett, mely vissza szerezhetetlen kár. Férfi és leány oskolája, káplán háza meg emésztetett.”
Az 1824-ben leégett templom hét év alatt épült újra Vita János kurátor és Tóthfalussy Mihály prédikátor munkája és a hívek áldozatkészsége által.
1854-ben azonban újabb tűzvész pusztított Aszalón. A tényleges kárt nem lehet pontosan megállapítani, de elmondások szerint megégett a templom tornya, és benne a harangok megolvadtak. Az egyházközség 3000 forintot vett fel az egyházkerület pénztárától a károk fedezésére. A leégett templomot és tornyot zsindellyel, majd 1883-ban cseréppel fedték be. 1882-ben javították a parókiát, a templom egy részét, a káplán szobát és a magtárat. A tornyot 1906-ban fedték be horganyozott lemezzel, mely dátumot őrzi is a torony.
1924-ben lett a templom belseje „művésziesen kifestett”, orgonáját Rieger Ottó építette ugyanebben az évben. Az orgona felirata: OPUS 2149, valamint RIEGER.
Az egyházközség 1738-ban öntetett egy harangot, melynek súlya négy mázsa és tizenöt font volt. A kisebbik harangot 1695-ben öntették, melynek akkori súlya 110 font volt. Az 1824-es tűzvészben mindkét harang tönkremegy. 1824-1830 között öntetnek egy hat és fél mázsás harangot Egerben 815 forintért, majd 1834-ben Losoncon egy három és fél mázsásat, mely 824 forint 33 krajcárba került. De nem sokáig örülhettek az új harangoknak, mert az 1854-es tűzvészt ezek sem élték túl.
1857-ben már új harangokat rendelnek a bécsújvárosi Hiltzer Ignácznál. Egyik 628, a másik 270 font súlyú volt. Szállítással együtt 970 forintba és 76 krajcárba kerültek volna, de a készítő beszámította a két régi égett harangot, így csak 288 forint és 46 krajcárba került.
Az 1857-es rendelésnél azonban három harang összehangolásáról van szó, ami arra enged következtetni, hogy egy harmadik harang is létezett már 1800-ban.
Az 1914-1918-as világháborúban az egyház két harangot ad át ágyúöntésre, mégpedig a két kisebbiket. Jelenleg tehát két harangja van. A 320 kg-os harangját Hiltzer Ignácz öntötte 1857-ben Bécsújhelyen, a 125 kg-osat pedig Szlezák László 1921-ben Budapesten.

## Híres emberek

### A településhez kötődő neves személyek
Aszalói Kecskés Tamás ~ az 1514-es parasztfelkelés egyik vezére
- „1514 áprilisában Bakócz Tamás Esztergomi érsek a török elleni keresztes hadjárat meghirdetését rendelte el az ország összes plébánosainak. A felhívásnak Abaújban is gyors foganatja lett. Illyés, tolcsvai plébános Lőrinc sacai lakost bízta meg, hogy a török ellen hadakozókat összegyűjtse s az erre szolgáló meghatalmazást Kassának, Péter zsebesi és Benedek gecsei plébános mutatták fel. Göncön Bagoly Ferenc ütötte fel táborát. Különösen nagy buzgalmat fejtett ki a szikszói plébános, Bereck, aki a népnek saját kezűleg osztogatta a kereszteket, s gyülekezéseket tartott velük. Enyickén is csoportosult a nép, melyet Kecskés Tamás aszalói s Mészáros Lőrinc megyaszói lakos vezettek. A pórhad azonban csakhamar kihágásokra ragadtatta magát, kivált szikszói vidékén, ahol Gagyi Demeter, a vármegye alispánja és a Perényi István megjelennek a nép lecsendesítése végett.”[7][50] „A gyülekezni kezdő keresztes csapatok két vezére: Aszalói Kecskés Tamás és Megyaszói Mészáros Lőrinc -az ismeretes ceglédi pap- írták alá a Kassa városához szóló felhívást, magukat a keresztesek fejedelmeinek címezvén: Principes cruciferorum Thomas Keczkes de Aszaló-Laurentius Mezaros de Megiazó.”[51] "Mészáros Lőrinc és a hozzá hasonló fanatikus papok alakja, típusa mindenütt feltűnik az 1514-ik évi forradalomban. Nincs táj, ahol egy-egy fanatikus pap ne akadt volna. Ezek a karddal övezett papi csuhák adtak bátorságot a magyar jobbágyságnak. Az egészen mélyre süllyesztett, sanyarú társadalmi sorsba vetett alsópapság föltört és hasonlóképpen elnyomott tömegek szegődtek nyomába. Ez a papság felszabadította az elnyomott rétegek társadalmi törekvéseit és erkölcsi jóváhagyását adott számukra. Nélkülük sohasem alakult volna a hordából öntudatos és bátor hadsereg és sohasem lett, volna a zavargásból félelmetes fölkelés. Mészáros Lőrinc volt a parasztháború lelke.” Aszalói Kecskés Tamásról nincsen más hiteles adatunk. de az írók közül többen foglalkoztak alakjával. Gergely Sándor, a Dózsa György című trilógiájában úgy szerepelteti, mint a keresztesek főkincstárosát, Mészáros Lőrinc jó barátját. Szabó Pál a nagy temető című regényében szintén ír Kecskés Tamásról. Ezek azonban regények, nem hiteles történeti művek. Kecskés Tamás nevét őrzi a község egyik utcájának elnevezése, valamint a Kecskés Tamás Művelődési Ház Archiválva 2018. december 11-i dátummal a Wayback Machine-ben is, Aszaló központjában.

Aszalay Szabó János ~ a jakobinus per egyik borsodi mártírja
- Aszalay Szabó János, a jakobinusok ellen 1795-ben indított per egyik tragikus sorsú vádlottja. Aszalay neve eredetileg Szabó János volt, csak Kazinczy Ferenc tanácsára változtatta meg. A periratok szerint 1764-ben született Aszalón. Ezt hiteles adat nem bizonyítja, mert az egyházi anyakönyvek az 1813. évi nagy tűzben elpusztultak. Aszalay Szabó János születéséről, gyermekkoráról nem tudunk. Csak azt tudjuk, hogy Sárospatakon tanult és a pataki főiskola elvégzése után 1785-ben Kazinczy-ékhoz kerül öccsei mellé házi tanítónak. Ennél a családnál házitanítói teendőin felül a magyar irodalom fejlődését jelentősen elősegítő színműfordítással is foglalkozott. Különösen sikeresek német színdarabok magyar nyelvű átdolgozásai. Kazinczy, aki ekkor már 26 éves volt, a 20 esztendős Aszalay-val együtt nagyszabású irodalmi szervező munkával foglalkozott. Aszalay Kazinczy mellett a személyi titkári teendőket végezte, jóformán családtagnak tekintették. Valószínűleg ismerte Kazinczy szerepét is a Martinovics-féle összeesküvésben. Kazinczy-éktól Sárospatakra, majd Kassára került normális iskolai tanítónak, professzornak, ahogy Kazinczy nevezte őt. A jakobinusperbe, Őz Pál ügyvéd 1795. január 29-i vallomás alapján keveredett Aszalay. Őz ugyanis elmondta, hogy a Szabadság és Egyenlőség Kátéját 1794 júniusában átadta Aszalay-nak, akit akkor arra kért, hogy azt mutassa meg másoknak is, de erre már nem volt idő. E vallomás alapján az ügyész hűtlenséggel és felségárulással vádolta Aszalay Szabó Jánost. Nagy Sándor a hivatalból kirendelt védőügyvéd- védence ifjú korát, a közügyben való járatlanságát és jóhiszeműséget hozta fel, védelmére. Ezt azonban nem sokat használt, mert Aszalay a Hétszemélyes Tábla 3 évi börtönre ítélte. Kazinczy emlékirataiból tudjuk, hogy Aszalay-ra az ítélet borzasztó hatással volt. Kazinczy szeretett volna rajta segíteni, de nem tudott. Egészsége erősen leromlott, és 1796. október 12-én meg is halt a gráci börtönben.[52]

Szendrey Ignác ~ Petőfi Sándor apósa
- Aszalón született Szendrey Ignác, Szendrey Júlia édesapja, Petőfi Sándor apósa, 1800. november 9-én, katolikus szülők gyermekeként. „Egyszerű, de művelt lelkű ember volt, tudott számolni a körülményekkel. Középiskolát végzett, s pap akart lenni. Betegeskedése miatt azonban a szabadabb mozgású gazdasági pályára lépett, a keszthelyi Georgikonban végezve tanulmányait” – így jellemzi apját Szendrey Júlia naplójában. Keszthelyen dolgozott a Festetics-uradalomban, az alsó-majorban lakott és itt született leánya, Júlia. 1840-ben került Erdődre, a Károlyi-birtokra. 1848 végén Debrecenbe menekültek és itt együtt laktak a Petőfi családdal. Unokája, Petőfi Zoltán születése után két házat vásárolt Debrecenben, az egyiket saját maga számára, a másikat a Petőfi családnak szánta. 1849 januárjában költözött vissza Erdődre; felesége és fia halála után Mágocsra, majd Pestre költözött. 1895-ben 95 évesen hunyt el.[53]

Göőz József ~ tanár, író, bölcseleti doktor, polgári iskolai igazgatótanár
- 1855. március 28-án Aszalón született Göőz József tanár, pedagógiai író, bölcseleti doktor, polgári iskolai igazgatótanár. Aszalón, Abaúj-Torna vármegyében született földmíves szülőktől; atyja halála (1859) után mások jóakaratú támogatása mellett, főként saját erejére volt utalva. Vécsei Pál aszalói tanítónak köszönhette, hogy tanulását folytathatta, ki magánoktatással is elősegítette a gimnáziumba juthatását; ennek négy osztályát 1864-től Szikszón, az V. osztályt 1868-ban Debrecenben végezte s a VI.-ra 1869-ben Sárospatakra ment. 1870-ben tanítói pályára lépett. Ez időtől fogva tíz évig, hogy magát fen tarthassa s iskolai pályáját is bevégezhesse, nyilvános és magántanítással kereste kenyerét. Tanító volt Poroszlón, Szalacson és Csokalyon, Aszalón, Bőcsön és Budapesten. A budai magyar királyi állami tanítóképző hároméves tanfolyamát elvégezvén 1875-ben, tanítóképesítő vizsgát tett Sárospatakon; 1876-ban érettségi magánvizsgát Miskolcon. 1877-79-ben a budapesti egyetemen magyar irodalmi, bölcseleti, pedagógiai s történelmi előadásokat hallgatott és 1879-ben tanári vizsgát tett és bölcseletdoktori oklevelet nyert. 1881-ben még egy tanári vizsgálatot állott ki, hogy tanszékhez juthasson... ez időtől fogva reál, polgári és középkereskedelmi iskolákban tanárkodott Budapesten. 1887-ben egy évi tanulmányi úton volt külföldön, beutazva Németországot, Svájcot és Olaszország egy részét; a berlini egyetemen félévet töltött filozófiai s pedagógiai előadások hallgatásával. Cikkei a Vasárnapi Újságban, a Magyar Paedagogiai Szemlében, de írt még a Néptanodába, Általános Tanügyi Közlönybe és a Néptanítók Lapjába is a legfontosabbakat kiemelve.[54] Göőz József nevét viseli a község egyetlen általános iskolája, a Göőz József Általános Iskola Archiválva 2018. december 11-i dátummal a Wayback Machine-ben, Aszaló központjában.

Orosz László ~ pedagógus, iskolaigazgató, néprajzi-helytörténeti kutató és író
- 1903. július 23-án Mezőlaborcon született Orosz László, pedagógus, iskolaigazgató, néprajzi valamint helytörténeti kutató és író, erdész családból. 1926-ban fejezte be tanulmányait a Budapesti Állami Tanítóképzőben, melyet követően évtizedekig tanított Taktaszadán, Megyaszón és Aszalón. 1959. szeptember 1-től egészen nyugdíjba vonulásáig 1963. augusztus 31-ig az aszalói iskola igazgatója.[10] Nemcsak pedagógus korában volt igen aktív, hanem nyugdíjas éveiben is, ekkor már több ideje volt, hogy kedvenc témájával, a helytörténettel foglalkozzék. Ennek okán is kapcsolódott be a Borsod vármegyei néprajzi-honismereti gyűjtőmozgalomba. Aszalón évekig vezette a Kecskés Tamás Művelődési Otthon honismereti szakkörét és tagja volt a TIT -Tudományos Ismeretterjesztő Társaság- Borsod vármegyei néprajzi szakosztályának, valamint a Megyei Múzeumbaráti körnek is. A község múltja, haladó hagyományai foglalkoztatták, s nemcsak a helyi néprajzi adatokat gyűjtötte össze nagy szorgalommal, hanem sokszor kutatott a megyei levéltárban, sőt a kassai levéltárakban is. Azon fáradozott, hogy munkája eljusson a község valamennyi lakosához, s nagy kedvvel kezdett neki az „Aszalói krónika” megírásához. Nem sajnálta a sok munkát, utánajárást, a szakirodalmak tanulmányozását, nehezen hozzáférhető források kijegyzetelését, csakhogy ez a munka megjelenhessék. Munkájában nemcsak a szakemberektől kapott segítséget és bátorságot, a helyi termelőszövetkezet, a községi tanács is megadott neki minden segítséget. Így jelenhetett meg az „Aszalói krónika” című, 260 oldal terjedelmű kötete 1970-ben. Orosz László kedves, közvetlen egyéniség volt. tanítványai, kollégái és barátai is csak „Laci bácsi”-ként emlegették. Nemcsak gyűjtött, publikált, hanem kérdőívekre válaszolt, néprajzi tárgyakat kutatott fel és szívesen mutatta be a falu nevezetességeit, a régi házakat vagy a szakkör állandó kiállítását. Jelen volt valamennyi megyei néprajzi-honismereti rendezvényen, így senki sem gondolta, hogy hirtelen, alig három hét betegeskedés után távozik közülünk. 1972. május 9-én hunyt el Miskolcon.[55]

### A település díszpolgárai
- Farkas Géza (1874–1950) huszáralezredes, földbirtokos, a Tiszáninneni református egyházkerület főgondnoka, országgyűlési képviselő, felsőházi tag.[56]